# Петра де Сатер
Петра де Сатер (Уденарде, 10. јун 1963) је белгијска гинеколшкиња и политичарка. Она је тренутно потпредседница савезне владе.
Чланица је странке Гроен. Претходно је била посланица Европског парламента од 2019. до 2020. године, када је именована за заменика премијера са одговорношћу да надгледа јавну администрацију Белгије и јавна предузећа у влади Александра де Круа. Она је прва трансродна министарка у Европи.
Пре него што је ушла у политику, радила је као професорка гинекологије на Универзитету у Генту, где је била шефица Одељења за репродуктивну медицину у Универзитетској болници у Генту.

## Младост и образовање
Де Сатер је рођена у Уденарду, у фламанској провинцији Источна Фландрија, 1963. године. Дипломирала је на Универзитету у Генту 1987. године и докторирала биомедицину 1991. године.

## Медицинска каријера
Након што је дипломирала 1991. године, Де Сатер се преселила у Сједињене Државе, провевши две године проучавајући генетику ооцита у Чикагу. Године 1994. стекла је специјализацију из гинекологије. Године 2000. именована је за професорку репродуктивне медицине на Универзитету Гент. Године 2006. именована је за начелницу Одељења за репродуктивну медицину Универзитетске болнице у Генту.

## Политичка каријера

### Чланица Сената
На европским изборима 2014, Де Сатер је била друга на листи фламанске странке зелених. Међутим, док је странка добијала гласове, пропустила је задржавање додатног другог посланичког места. Касније ју је њена странка кооптирала за место у белгијском Сенату. Као транс жена, постала је прва отворено трансродна Белгијанка која се налази на партијској изборној листи.
Поред улоге у Сенату, Де Сатер је била члан белгијске делегације у Парламентарној скупштини Савета Европе од 2014. до 2019. Као чланица Групе социјалиста, демократа и зелених, била је чланица Одбора за миграције, избеглице и расељена лица; Комисије за Пословник, имунитет и институционална питања; Пододбора за интеграцију; Подкомитета за јавно здравље и одрживи развој; и Подкомитета за етику. Радила је као известилац Скупштине за права детета у вези са аранжманима сурогат мајчинства (2016); о употреби нових генетских технологија код људи (2017); и о условима пријема избеглица и миграната (2018).
Од свог политичког дебија, Де Сатер се позабавила важним питањима: прописом за сурогат мајчинство на белгијском и европском нивоу, независним клиничким истраживањем у фармацеутској индустрији, ризицима ТТИП -а за заштиту потрошача хране и хемикалија и залагањем за права ЛГБТ+ људи.

### Чланица Европског парламента
Дана 15. септембра 2018. објављено је да Де Сатер покушава да добије номинацију за једног од два водећа кандидата европских Зелених за изборе за Европски парламент 2019. године, који су на крају пали на Холанђанина Баса Ајкхута и Немца Ска Келера. По уласку у парламент, председавала је Одбором за унутрашње тржиште и заштиту потрошача; била је прва зелена политичарка на овој позицији. Године 2020. придружила се и Специјалном комитету за борбу против рака.
Поред својих одборничких задатака, Де Сатер је била део делегације парламента за односе са земљама јужне Азије (Бангладеш, Бутан, Малдиви, Непал, Пакистан и Шри Ланка). Такође је била члан Међугрупе Европског парламента за ЛГБТ права  и копредседавала је групом Европски посланици против рака . 
Де Сатер је у децембру 2020. године добила награду за правду и равноправност родова на годишњој додели МЕП награда часописа The Parliament Magazine, као признање за њен рад као посланице Европског парламента у области сексуалних и репродуктивних права.

### Заменица премијера Белгије
Де Сатер је 1. октобра 2020. положила заклетву као једна од седам потпредседника владе у влади премијера Александра Де Круа, чиме је постала прва трансродна заменица премијера у Европи и највиши транс политичар по функцији у Европи.